# Yodobashi
Yodobashi (淀橋区?, Yodobashi-ku) è stato un quartiere della Città di Tokyo (ora metropoli di Tokyo) nella prefettura di Tokyo, in Giappone, dal 1932 al 1947.
Faceva parte dei 35 quartieri della Città di Tokyo, attualmente fa parte nel quartiere di Shinjuku.

## Storia
Il 1º ottobre 1932, le città di Yodobashi, Ōkubo, Totsuka e Ochiai furono incorporate nella Città di Tokyo, formando il quartiere di Yodobashi.
Dopo lo scioglimento della Città di Tokyo nel 1943, Yodobashi diventa un distretto prefettizio della nuova Prefettura di Tokyo (Tōkyō-to) ed era quindi soggetto all'amministrazione prefettizia nominata dal Ministero degli Interni.
Con la riorganizzazione dell'amministrazione di Tokyo dopo la fine della Guerra del Pacifico, Yodobashi fu unito con i quartieri Ushigome e Yotsuya per formare Shinjuku nel 1947.
Occupava 9,33 chilometri quadrati e contava 51 090 abitanti al 1 ottobre 1945. Durante la seconda guerra mondiale la zona perse molta popolazione a causa del fatto che gli abitanti fuggirono dai massicci bombardamenti americani su Tokyo.
L'azienda che vende dispositivi tecnologici Yodobashi Camera prende il nome dall'area.